# Grästjärnen (Våmhus socken, Dalarna)
Grästjärnen är en sjö i Mora kommun i Dalarna och ingår i Dalälvens huvudavrinningsområde.